# Distretto di Zoe-Gbao
Il distretto di Zoe-Gbao è un distretto della Liberia facente parte della contea di Nimba.